# Avion
Avion je zrakoplov teži od zraka, pokretan motorom, koji uzgon u letu dobiva dinamičkom reakcijom zraka oko svojih učvršćenih (nepomičnih) krila.

## Povijesni razvoj
Želja čovjeka da uzleti kao ptica seže u daleku povijest. Svima je poznata grčka legenda o Ikaru i Dedalu koji su uz pomoć voska slijepili ptičja pera na grane i pobjegli s otoka na kojem su bili zatočeni. Leonardo da Vinci izradio je nacrte za avion u 15. stoljeću. Prvi poznati let izveli su Jean-François Pilâtre de Rozier i Francois d'Arlandes s balonom, zrakoplovom lakšim od zraka. Najveći izazov bio je i dalje konstruirati upravljiv zrakoplov.
Otac aerodinamike George Cayley, izgradio je početkom 1803. godine model aviona koji je mogao letjeti. 1853. izgrađuje jedrilicu s kojom može letjeti više osoba. 1856. Francuz Jean-Marie Le Bris leti u svojoj jedrilici koju je na plaži vukao konj a 28. kolovoza 1883. Amerikanac John J. Montgomery uspijeva kontrolirati let svoje jedrilice. Ostali poznati pioniri zrakoplovstva koji su u to vrijeme izvodili slične letove su: Otto Lilienthal, Percy Pilcher i Octave Chanute. Clément Ader izradio je prvi avion s vlastitim pogonom i 9. listopada 1890. godine uspijeva preletjeti oko 50 metara. U kolovozu 1892. zrakoplovom jednostavne konstrukcije Avion II  Ader uspijeva preletjeti 200 m a u listopadu 1897. s Avion III (motor pokretan pritiskom pare) prelijeće 300 m. Svi spomenuti letovi kao i let Nijemca Karl Jatho-a 28. listopada 1903. godine u Hannoveru nedovoljno su dokumentirana.
Braća Wright izveli su prvi dokumentirani let 17. prosinca 1903. godine sa svojim avionom na vlastiti pogon Flyer I. Već 1905. Flyer III  spreman je za potpuno kontroliran let.
U Prvom svjetskom ratu zrakoplovi su se počeli koristiti kao oružje. Najpoznatiji zrakoplovac s najvećim brojem pobjeda u zračnim borbama bio je Manfred von Richthofen, Crveni barun. Između dva rat nastavljen je brz razvoj zrakoplovstva. 1919. godine Alcock i Brown prelijeću Atlantski ocean, a 1927. ga Charles Lindbergh prelijeće sam. 1927. uvodi se redovni let između Amerike i Kanade. 1930. počinje razvoj mlaznog motora koji se početkom Drugog svjetskog rata počinje ugrađivati na avione.
Zrakoplovi su odigrali glavnu ulogu u Drugom svjetskom ratu. Prisutni su u svim značajnim bitkama od kojih je možda najpoznatiji napad na Pearl Harbor, Dan D i Bitka za Britaniju.
U kolovozu 1947. Chuck Yeager, u probnom zrakoplovu Bell X-1 probija zvučni zid, iako su neki britanski piloti tvrdili da su brzinu zvuka probili sa Spitfire-om prilikom obrušavanja.
Prvi mlazni zrakoplov u redovnoj liniji Havilland Comet predstavljen je 1952. godine. Jedan on najpoznatijih putničkih mlaznih aviona Boeing 707 nakon 50 godina još je u upotrebi. Među putničkim avionima koji lete dugi niz godina su i Boeing 727 i širokotrupni Boeing 747.

## Općenito
Moderni avioni mogu danas letjeti brzinama iznad 800 km/h (500 mph), ovisno o tipu uzlijeću s malom brzinom od 130 km/h (80 mph) sve do 290 km/h (180 mph).
U avione spadaju:
- mali avioni za trening i rekreaciju sve do velikih putničkih,
- transportni civilni i vojni zrakoplovi,
- avioni kojima se na zemlji sklapaju krila (po definiciji učvršćena, nepomična su u letu) radi bolje mogućnosti transporta ili radi smještaja većeg broja aviona na nosačima zrakoplova,
- avioni s promjenjivom geometrijom krila kao što su General Dynamics F-111, Grumman F-14 Tomcat, Panavia Tornado. Ti zrakoplov i kada dostignu odgovarajuću visinu i brzinu "uvlače" krila prema trupu smanjujući njihov raspon.
- Neki zrakoplovi koriste krilo za stvaranje uzgona samo u određenim dijelovima leta. Ti zrakoplovi se mogu (i ne moraju) svrstati u avione.

Avione na kojima su krila učvršćena, nepomična (kao i zrakoplove s rotirajućim "krilima") u zraku održava aerodinamička sila uzgona koja se stvara zbog strujanja zraka oko aeroprofila (Bernoullijev zakon). Ti zrakoplovi za slijetanje i uzlijetanje moraju imati veći otvoreni prostor. Većini je neophodna zračna luka radi prihvata i otpreme putnika, posade, tereta, nadopunu goriva i radi održavanja samog aviona. Uz većinu aviona koji slijeću na uzletno-sletne staze neki su opremljeni za uzlijetanje i slijetanje na led, snijeg i vodene površine.

### Najbrže sredstvo za prijevoz
Nakon rakete avion je najbrže sredstvo za prijevoz. Veliki putnički avioni lete brzinom i do 900 km/h dok manji, jednomotorni mogu dostići brzine oko 175 km/h. Nadzvučnim brzinama danas lete vojni i neki pokusni avioni. Dva najpoznatija nadzvučna putnička zrakoplova Concorde i Tupoljev Tu-144 su prizemljena.
Najbrže je letio NASA-in pokusni avion X-43 koji je dosegao brzinu devet puta veću od brzine zvuka a najbrži avion u upotrebi je MiG-31. Najveći nadzvučni avion ikada proizveden, strateški bombarder Tupoljev Tu-160 još je u upotrebi.
- Iljušin IL-96
- Jakovljev MC 21
- Suhoj Superjet 100

## Tipovi aviona

### Jedrilica
Jedrilice su avioni koji lete bez motora. Većina služi za sportsko letenje i u vlasništvu su brojnih aeroklubova. Imaju visoki aerodinamički koeficijent iskoristivosti (omjer uzgona i otpora) koji može preći i 70:1. Održavanje aviona u zraku postiže se pomoću zračnih strujanja u atmosferi. Jedrilice su sposobne prijeći tisuće kilometara s prosječnom brzinom od 400 km/h. Jedrilicu u zrak uz pomoć užeta vuče avion s motornim pogonom. Kada jedrilica dostigne određenu visinu uže se odbacuje i jedrilica nastavlja slobodno letjeti. Jedrilica se može uzdići i uz pomoć vitla.

### Propelerni avioni

#### Propelerni avioni s klipnim motorom
Najstarija vrsta pogona nekog zrakoplova je klipni motor koji pogoni propeler. Krakovi propelera zbog vrtnje stvaraju (uzgon) vučnu (kada je propeler ispred motora) ili potisnu (kada je propeler iza motora) silu koja pokreće avion. U usporedbi s mlaznim avionima iste veličine propelerni avioni su tiši, ali lete na manjim brzinama i imaju manju nosivost korisnog tereta. Osim što su tiši prednost im je manja cijena i ekonomičnost. Pogodni su za prijevoz nekoliko osoba ili manje količine tereta.

#### Turbo-prop avioni
Na turbo-prop avionima propeler pogoni mlazni motor. Ti avioni su popularni radi svoje ekonomičnosti. Osim manjih putničkih aviona srednjeg doleta (ATR, Fokker 50) turboprop motore nalazimo i na civilnim i vojnim transportnim zrakoplovima (Antonov An-32, C-130 Hercules).

### Mlazni avioni

#### Podzvučni mlazni avioni
Podzvučni mlazni avioni su svi avioni koje pokreće mlazni motor a lete ispod brzine zvuka. U usporedbi s avionima koje pokreću motori s unutarnjim izgaranjem mlazni avioni su jači, brži i mogu ponijeti više korisnog tereta. Najveći nedostatak im je buka koju motor stvara pri radu. Danas se na putničke avione najviše ugrađuju turbo-ventilatorski motori koji radi svoje konstrukcije stvaraju manju buku. Širokotrupni avioni kao što su Airbus A340 i Boeing 777 mogu prevoziti više stotina putnika i nekoliko tona tereta i do 17.000 km. Kao primjer maksimalna težina Airbus A380 pri uzlijetanju je 560.000 kg a dolet mu je 14.820 km.
Prvi mlazni avioni počeli su se razvijati u Engleskoj i Njemačkoj 1931. godine. U Njemačkoj je 1939. probni let imao Heinkel He-178. Prvi mlazni avion Messerschmitt Me-262 počeo je letjeti za Luftwaffe 1943. godine. U ranim 1950.-im De Havilland Comet postaje prvi mlazni avion izrađen u većem broju, za prijevoz putnika i tereta. Avioni iz ove grupe postižu brzinu leta između 700 i 900 km/h. Brzina slijetanja i uzlijetanja im je 150 do 250 km/h. Krilo ne bi moglo proizvesti dovoljnu količinu uzgona za te dvije kritične faze leta te su u njega ugrađene pokretne površine (zakrilca i predkrilca), koje se izvlače iz krila povećavajući tako njegovu površinu i zakrivljenost aeroprofila. Kako radi brzine slijetanja kočnice na podvozju ne bi bile dovoljne na ispušnom dijelu motora izvlače se poklopci (eng. Reverse- "riversi") koji usmjeravaju mlaz u smjer kretanja i time dodatno smanjuju brzinu.

#### Nadzvučni mlazni avioni
Nadzvučni avioni su avioni koji lete brže od zvuka i izrađuju se za vojne potrebe. U bližoj povijesti letjela su dva nadzvučna putnička zrakoplova, već spomenuti Concorde i Tupoljev Tu-144 koji su radi izuzetno visoke cijene aviona i njegovog održavanja prizemljeni.
Lovci i lovci bombarderi opremljeni su sustavom za dodatno izgaranje koje im za kratko vrijeme omogućuje višestruko povećanu snagu potiska. Najčešće se koristi prilikom probijanja zvučnog zida a rjeđe prilikom uzlijetanja (uveliko se smanjuje potrebni put za uzlijetanje) radi stvaranja ogromne buke. Samo probijanje brzine zvuka radi zvučnog efekta koji se pri tom stvara, pilot aviona mora izvesti što dalje od naseljenih mjesta i na što većoj visini. Svi letovi u prilazu i iznad naseljenih mjesta moraju se izvoditi na podzvučnoj brzini. (Na žalost u ratu ta pravila ne vrijede te je probijanje zvučnog zida iznad naseljenih mjesta dodatni način nanošenja štete i zastrašivanja).

## Avioni s raketnim motorom
Još u Drugom svjetskom ratu Nijemci su eksperimentirali na avionu s raketnim motorom (Messerschmitt Me 163), ali ti avioni nisu nikad proizvedeni u većem broju niti s drugim motorima. I prvi avion koji je probio zvučni zid (Bell X-1) imao je raketni motor. Sjevernoamerički avion s raketnim motorom X-15 obarao je više puta i brzinske i visinske rekorde. Mnoga kasnija konstrukcijska rješenja u izgradnji zrakoplova i svemirskih letjelica bazirana su na tom avionu. 
Danas raketni motori nisu našli veliku primjenu. Koriste kao pomoć pri uzlijetanju svemirskih letjelica i nekih vojnih zrakoplova. Najpoznatiji avion s raketnim motorom je SpaceShipOne koji je 21. lipnja 2004. uspješno završio prvi privatno financirani putnički let u svemir.

## Dijelovi aviona
Osnovni dijelovi aviona su:
- krilo
- trup zrakoplova
- repne površine
- kabina i oprema kabine pilota
- podvozje
- komande leta
- specijalna oprema zrakoplova

## Vanjske poveznice
- Zrakoplov Hrvatska tehnička enciklopedija, portal hrvatske tehničke baštine. LZMK